# تالس (دهانه)
تالس یک دهانه برخوردی در ماه‌ است.

## دهانه‌های اقماری
این دهانه ۶ دهانه اقماری دارد.
| Thales | عرض جغرافیایی | طول جغرافیایی | قطر          |
| ------ | ------------- | ------------- | ------------ |
| A      | ۵۸.۵° N       | ۴۰.۸° E       | ۱۲.۰ کیلومتر |
| E      | ۵۷.۲° N       | ۴۳.۲° E       | ۲۹.۰ کیلومتر |
| G      | ۶۱.۶° N       | ۴۵.۳° E       | ۱۲.۰ کیلومتر |
| F      | ۵۹.۴° N       | ۴۲.۱° E       | ۳۷.۰ کیلومتر |
| H      | ۶۰.۳° N       | ۴۸.۰° E       | ۱۰.۰ کیلومتر |
| W      | ۵۸.۵° N       | ۳۹.۸° E       | ۶.۰ کیلومتر  |